# 大熊座81
大熊座81，又名BD+56 1667，HD 118214、SAO 28803、HR 5109，是大熊座的一颗恒星，视星等为5.6，位于銀經110.49，銀緯60.74，其B1900.0坐标为赤經13h 30m 16.6s，赤緯+55° 60.74′ 39″。